# Condado de Elkhart
El condado de Elkhart (en inglés: Elkhart County), fundado en 1830, es uno de 92 condados del estado estadounidense de Indiana. En el año 2000, el condado tenía una población de 182 791 habitantes y una densidad poblacional de 152 personas por km². La sede del condado es Goshen. El condado es conocido por tener una gran población de Amish.

## Geografía
Según la Oficina del Censo, el condado tiene un área total de 1212 km², de la cual 1202 km² es tierra y 10 km² (0.86%) es agua.

### Condados adyacentes
- Condado de St. Joseph, Míchigan (noreste)
- Condado de LaGrange (este)
- Condado de Noble (sureste)
- Condado de Kosciusko (sur)
- Condado de Marshall (suroeste)
- Condado de Saint Joseph (oeste)
- Condado de Cass, Míchigan (oeste)

## Demografía
Según la Oficina del Censo en 2000, los ingresos medios por hogar en el condado eran de $44 478 y los ingresos medios por familia eran $50 438. Los hombres tenían unos ingresos medios de $35 907 frente a los $24 051 para las mujeres. La renta per cápita para el condado era de $20 250. Alrededor del 7.80% de la población estaban por debajo del umbral de pobreza.

## Transporte

### Autopistas principales
- Interestatal 80
- Interestatal 90
- U.S. Route 20
- Ruta Estatal de Indiana 4
- Ruta Estatal de Indiana 13
- Ruta Estatal de Indiana 15
- Ruta Estatal de Indiana 19
- Ruta Estatal de Indiana 119
- Ruta Estatal de Indiana 219

## Municipalidades

### Ciudades y pueblos
Elkhart, Goshen y Nappanee son ciudades incorporadas, y Bristol, Middlebury, Millersburg, y Wakarusa son pueblos del condado de Elkhart.

### Áreas no incorporadas
El condado cuenta con 15 comunidades no incorporadas y son: Benton, Bonneyville Mills, Dunlap, Foraker, Garden Village, Jimtown, Locke, Midway, New Paris, Nibbyville, Simonton Lake, Southwest, Vistula y Waterford Mills.

### Municipios
El condado de Elkhart está dividido en 16 municipios: Baugo, Benton, Cleveland, Clinton, Concord, Elkhart, Harrison, Jackson, Jefferson, Locke, Middlebury, Olive, Osolo, Union, Washington y York.